# New Nintendo 3DS
New Nintendo 3DS (Newニンテンドー3DS Nyū Nintendō Surī Dī Esu?), förkortat N3DS, NN3DS eller New 3DS, är en bärbar spelkonsol utvecklad av Nintendo. Den är den fjärde modellen av Nintendo 3DS, efter den ursprungliga Nintendo 3DS, Nintendo 3DS XL och Nintendo 2DS. Den lanserades i Japan den 11 oktober 2014, i Australien och Nya Zeeland den 21 november 2014, i Europa och Nordamerika den 13 februari 2015, och i Sydkorea den 1 maj 2015.

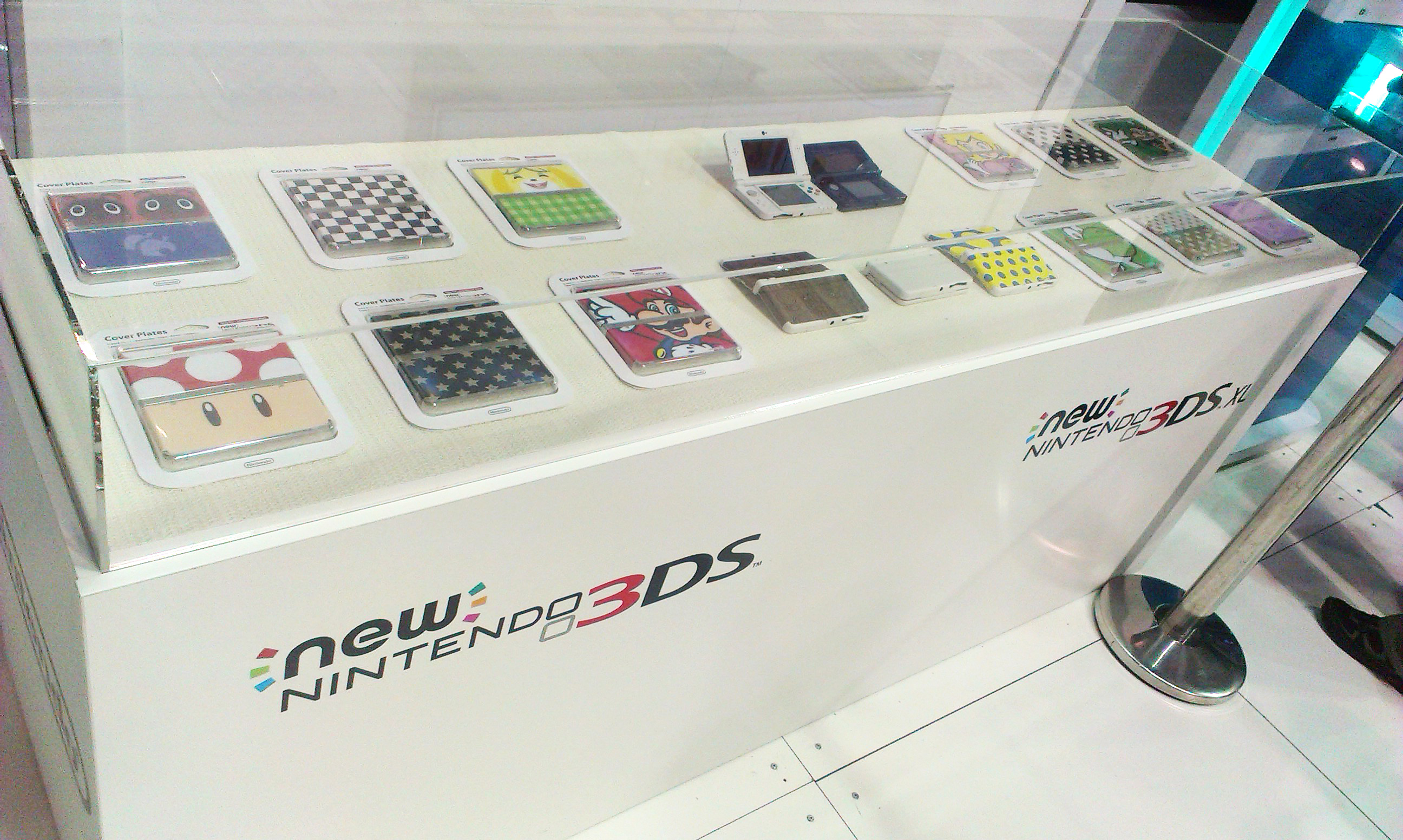
New Nintendo 3DS visas upp på PAX Australia 2014.

En större variant, New Nintendo 3DS XL, släpptes samtidigt som New Nintendo 3DS; i Nordamerika är XL-varianten den enda som är tillgänglig.
I juli 2017 släpptes New Nintendo 2DS XL och som ett resultat av detta slutade New Nintendo 3DS tillverkas den 13 juli 2017, men New Nintendo 3DS XL fortsatte tillverkas fram tills 25 juli 2019, då den också slutade tillverkas och togs bort från Nintendos hemsida.

## Nya funktioner
Följande funktioner skiljer New-modellerna från de ursprungliga Nintendo 3DS-modellerna:
- Bättre prestanda. Detta gör att vissa Nintendo 3DS-spel som är särskilt prestandakrävande, såsom Xenoblade Chronicles, enbart är kompatibla med New-modellerna [9]. Laddningstiden har också minskat för spel som även är kompatibla med de tidigare modellerna.
- Spelmotorn Unity, som inte är kompatibel med Nintendo 3DS, har stöd för New Nintendo 3DS.[10]
- Inbyggt stöd för NFC. Den kan därmed kommunicera med amiibo-figurer utan en separat adapter.
- Förbättrad 3D-effekt som anpassas efter var spelarens ögon är i förhållande till skärmen.
- Den mindre varianten (ej XL) har möjlighet att byta skal.
- Istället för den tidigare porten för SD-kort finns nu en för microSD. Denna är placerad under skalet på enhetens undersida.
- C-stick. Fungerar som en liten circle pad och används t.ex. i The Legend of Zelda: Majora's Mask 3D för att styra kameran.
- Två nya axelknappar, ZL och ZR, som sitter innanför L- respektive R-knappen.
- Det finns ingen brytare för att slå av/på trådlös kommunikation.
- Hål för att t.ex. fästa en handledsrem.
- Vissa knappar och dylikt har omplacerats, såsom, Start, Select, volymreglaget, strömbrytaren, facket för stylusen samt porten för spelkassetterna.
- Ny laddningsstation. New Nintendo 3DS passar inte i laddningsstationen till originalmodellen eller vice versa. Det är dock samma sorts uttag för laddare och laddarna är fullt kompatibla mellan modellerna. Notera att det inte ingår en laddare till New Nintendo 3DS utan den måste köpas separat om man inte redan har en.

## Fotnoter